# 青山瑠妙
青山 瑠妙（あおやま るみ）は、日本の政治学者。早稲田大学大学院アジア太平洋研究科教授。早稲田大学現代中国研究所所長。

## 略歴
1994年 慶應義塾大学商学部商学科卒業。1999年 同大学院法学研究科後期博士課程単位取得退学。2006年 慶大より博士（法学）取得。
2000年 早稲田大学教育学部講師、2002年 助教授、2007年 教授。2017年より大学院アジア太平洋研究科教授。
2008年、第24回「大平正芳記念賞」を受賞。米スタンフォード大学客員研究員(2005-2006)、米ジョージワシントン大学客員研究員(2016-2017)、戦略国際問題研究所(CSIS)客員研究員(2021)、シンガポール国立大学訪問研究教授(2022-2023)などを務めた。

## 著書

### 単著
- 『現代中国の外交』（慶應義塾大学出版会, 2007年）
- 『中国のアジア外交』（東京大学出版会, 2013年）

### 共著
- （趙宏偉, 益尾知佐子, 三船恵美）『中国外交の世界戦略』（明石書店, 2011年）
- （崔丕）『グローバルヒストリーとしての冷戦と中国の外交』（早稲田大学現代中国研究所、2012年）
- （崔丕）『多維視角下的亜洲冷戦』（世界知識出版社,2014年）
- （天児慧）『超大国・中国のゆくえ 2』（東京大学出版会, 2015年）
- （益尾知佐子, 三船恵美, 趙宏偉）『中国外交史』（東京大学出版会, 2017年）
- Tse-Kang Leng and Rumi Aoyama,DECODING THE RISE OF CHINA: TAIWANESE AND JAPANESE PERSPECTIVES,Palgrave Macmillan,2018

### 翻訳
- （天児慧共訳）王逸舟『中国外交の新思考』（東京大学出版会, 2007年）

### 分担執筆
- （国分良成）『中国政治と東アジア』（慶應義塾大学出版会, 2004年）
- （家近亮子, 唐亮, 松田康博）『新版5分野から読み解く現代中国』（晃洋書房, 2016年）
- その他[3]

### 主な論文
- “China’s dichotomous BeiDou strategy: led by the party for national development, driven by the market for global reach”（Journal of Contemporary East Asia Studies, 2023年）
- “Stability and fragility in Japan-China relations: China’s pivotal power and Japan’s strategic leverage”（The China Review, 2023年）